# Hyospathe
Genre
Classification phylogénétique
Espèces de rang inférieur
- Hyospathe elegans
- Hyospathe macrorhachis

Hyospathe est un genre de plantes de la famille des Arecaceae (palmiers). Il comprend deux espèces natives de l'Amérique du Sud.

## Classification
- Sous-famille des Arecoideae
  - Tribu des Euterpeae

Le genre partage sa tribu avec les genres Euterpe, Prestoea, Oenocarpus et Neonicholsonia.

## Espèces
- Hyospathe elegans
- Hyospathe macrorhachis